# Bradley Freeman
Bradley Freeman   (Rugeley, 5 de juliol de 1996), conegut com a Brad Freeman, és un pilot d'enduro anglès que ha estat deu vegades Campió del Món entre el 2017 i el 2024 (una en categoria Enduro Júnior, dues en E1, cinc en E3 i dues en l'absoluta, EnduroGP), totes elles com a pilot oficial de Beta.
Juntament amb el també anglès Steve Holcombe, Freeman ha estat un dels pilots més reeixits del tombant la dècada del 2010.

## Palmarès
Font:
- 2017
  - Campió del món d'Enduro Junior
- 2018
  - Campió del món d'Enduro 1
- 2019
  - Campió del món d'Enduro 1
  - Campió del món d'EnduroGP
  - Campió d'Itàlia Absolut
- 2020
  - Campió del món d'Enduro 3
- 2021
  - Campió del món d'Enduro 3
  - Campió del món d'EnduroGP
- 2022
  - Campió del món d'Enduro 3
- 2023
  - Campió del món d'Enduro 3
- 2024
  - Campió del món d'Enduro 3
  - Campió d'Itàlia Absolut